# George Raft

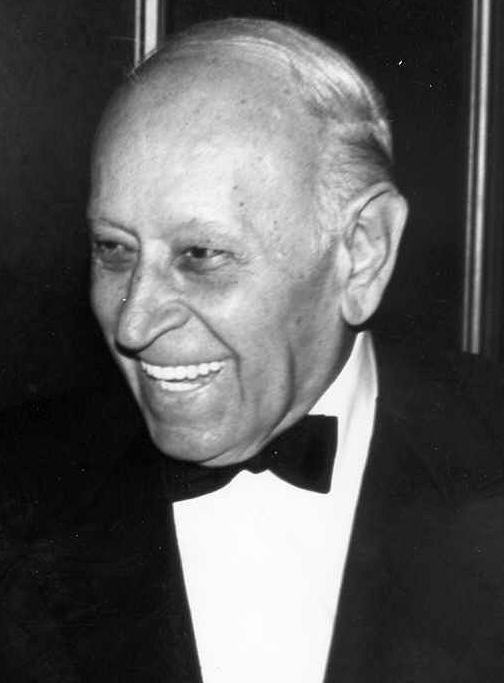
George Raft (1979)

George Raft (* 26. September 1895 oder 1901 in New York City als George Ranft; † 24. November 1980 in Los Angeles, Kalifornien) war ein US-amerikanischer Schauspieler deutscher Abstammung. Er zählte zu den großen Stars des Gangsterfilms der 1930er-Jahre und spielte unter anderem in Scarface, Nachts unterwegs und Manche mögen’s heiß. Analog zu seinen Gangsterfiguren auf der Leinwand war er auch mit New Yorker Mobstern wie Bugsy Siegel befreundet.

## Leben

### Frühes Leben
George Ranft (das n ließ er für seine Filmkarriere weg) wurde im Stadtteil Hell’s Kitchen als Sohn der Deutschamerikaner Eva Glockner und Conrad Ranft geboren. Raft selbst sprach fließend Deutsch, das er von seinen Eltern gelernt hatte. Sein Geburtsjahr gilt als strittig, viele Quellen und er selbst in einem Interview verwiesen auf 1895, während der Zensus von 1910 das Geburtsjahr 1901 nahelegt.
Raft wuchs unter ärmlichen Umständen in einer für Kriminalität bekannten Umgebung auf und verließ die Schule bereits vor dem Ende der Highschool. In jungen Jahren versuchte er sich als Boxer, Eintänzer und Taxifahrer. Im El Fay Club, der damals bekanntesten Speakeasy von New York, war Raft in den 1920er-Jahren als Charleston-Tänzer engagiert; laut Fred Astaire war Raft der schnellste Charleston-Tänzer, den er je sah. Um 1927 zog Raft – etwas schmächtig, aber gutaussehend – nach Hollywood, um in der Filmmetropole sein Glück zu versuchen. In den ersten Jahren bekam er allerdings nur kleinere Rollen. In Taxi, einer seiner ersten im Abspann erwähnten Rollen, spielte er 1932 einen Tanzwettbewerbsieger.

### Hollywood-Karriere
Seinen Durchbruch schaffte Raft im Jahr 1932 mit einer größeren Nebenrolle im Filmklassiker Scarface. Hierin spielte er Guino Rinaldo, den aufstrebenden, ständig mit einer Münze werfenden Helferling von Paul Munis Gangsterboss, der letztlich aber von diesem wegen einer Affäre mit seiner Schwester getötet wird. Nach Scarface festigte Raft in den 1930er-Jahren seinen Ruf als Filmstar des Kriminal- und Gangsterfilmgenres mit Filmen wie Der gläserne Schlüssel (1935), Zwölf Monate Bewährungsfrist (1939) und Nachts unterwegs (1940). George Raft, James Cagney und Edward G. Robinson galten in den 1930er-Jahren als die populärsten Gangsterdarsteller in Hollywood. Mit James Cagney wurde er in Todesangst bei jeder Dämmerung (1939) als Freundespaar eingesetzt, mit Robinson in Herzen in Flammen (1941) als Rivalen um die Zuneigung von Marlene Dietrichs Figur. Er wirkte aber auch in anderen Genres mit, so konnte er in dem Musical Bolero (1934) seine Fähigkeit als Tänzer unter Beweis stellen und spielte unter Fritz Langs Regie in der Tragikomödie Du und ich (1938).
Öffentlich pflegte Raft ein cooles und elegantes Image, wenngleich er auch viel Wert auf Privatsphäre legte. Von Kollegen wurde Raft als sehr professioneller Arbeiter beschrieben, der seinen Text vor allen anderen Darstellern auswendig konnte. Nach einem Missverständnis bei einer Vertragsauflösung und weil Gerüchte besagten, dass er sich seine Drehbücher beim Lernen vorlesen lasse, wurde ihm nachgesagt, er sei Analphabet. In der Filmindustrie fühlte er sich mit seiner ärmlichen Herkunft als Außenseiter: wenn auf Hollywood-Partys über berühmte Schriftsteller oder Intellektuelle gesprochen worden sei, so habe er diese nie gekannt. Aus filmhistorischer Sicht verpasste er zahlreiche größere Rollen: So sollte er Anfang der 1940er-Jahre die Hauptrollen in Die Spur des Falken und Entscheidung in der Sierra spielen. Er lehnte sie ab, woraufhin Humphrey Bogart – der zuvor in einigen Filmen hinter Raft die zweite Geige gespielt hatte – die Rollen übernahm und seinen großen Durchbruch feierte. Auch die Hauptrolle im Film-noir-Klassiker Frau ohne Gewissen (1944) lehnte Raft ab, angeblich weil er die negativ angelegte Hauptfigur nur spielen wollte, wenn sie sich als verdeckt arbeitender Polizist entpuppen würde.

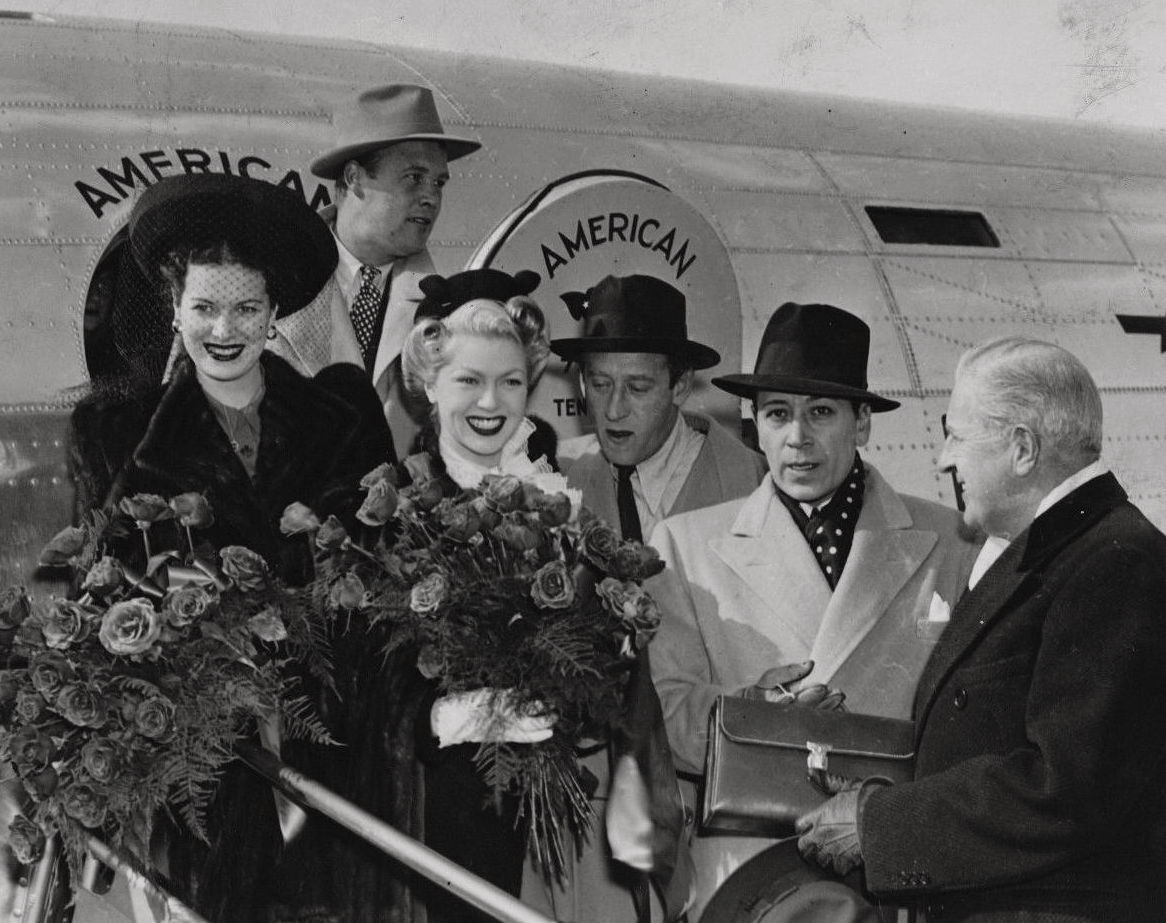
Raft (2. v. r.) reist zusammen mit weiteren Filmstars zum Geburtstag des US-Präsidenten nach Washington (1941)

Einen seiner letzten großen Erfolge feierte er 1945 mit dem Krimi Johnny Angel unter Regie von Edwin L. Marin, mit dem er danach noch häufiger arbeitete. In der amerikanischen Nachkriegszeit schwand seine Popularität und er fand sich immer häufiger in B-Filmen wieder, die im Stil des Film noir inszeniert wurden. Er übernahm auch Hauptrollen in einigen Filmprojekten in Europa. Nach Mitte der 1950er-Jahre blieben Kino-Hauptrollen für Raft praktisch aus und er trat vermehrt im US-Fernsehen auf. Zwischenzeitlich hatte er sogar eine eigene Fernsehserie I’m the Law, in der er einen New Yorker Polizisten spielte, die aber schon nach kurzer Zeit abgesetzt wurde.
Einen seiner bekanntesten Filmauftritte absolvierte er 1959 in Billy Wilders Komödienklassiker Manche mögen’s heiß, wo er als Gangsterboss „Gamaschen-Colombo“ eine Persiflage auf sein Ganovenimage ablegte. Manche mögen’s heiß wurde einer von Rafts letzten größeren Filmauftritten, leitete aber auch den letzten Teil seiner Karriere ein: In den 1960er- und 1970er-Jahren spielte der Altstar zumeist selbstironisch angelegte Nebenrollen oder Cameos. Auftritte dieser Art hatte er etwa in Frankie und seine Spießgesellen, zwei Jerry-Lewis-Komödien, der James-Bond-Parodie Casino Royale, Otto Premingers Hippie-Komödie Skidoo und in der Komödie Sextette an der Seite von Mae West. Er spielte zuletzt auch in Fernsehwerbungen mit, die sein Gangster persiflierten. Rafts letzter Film Sam Marlow, Privatdetektiv erschien in seinem Todesjahr und war eine Hommage an seinen einstigen Co-Star Humphrey Bogart.
Raft erhielt zwei Sterne auf dem Hollywood Walk of Fame, einen in der Kategorie Film (6150 Hollywood Boulevard) sowie einen weiteren in der Kategorie Fernsehen (1500 Vine Street). Bei großen Filmpreisen wurde Raft, der beim Publikum meistens beliebter als bei den Kritikern war, nie bedacht.

### George Raft und die Mafia
Während seiner Kindheit in dem New Yorker Problemviertel Hell’s Kitchen lernte er zukünftige Gangster kennen, später schloss er bei seiner Arbeit in Nachtclubs während der Prohibition weitere Bekanntschaften mit dem kriminellen Milieu. So war er mit prominenten Mobstern wie Bugsy Siegel und Owney Madden befreundet. Die bereits seit der Jugend bestehende Freundschaft zwischen Siegel und Raft blieb ein Leben lang bestehen, so verschaffte Raft für Siegel Bekanntschaften in Hollywood und unterstützte ihn 1944 sogar bei einer Gerichtsvorladung mit seiner Anwesenheit. Raft gestand in einem Interview von 1978 ein, selbst nur knapp einem Leben als Krimineller entkommen zu sein.
James Cagney berichtete in seiner Autobiografie, dass George Raft ihm mit seinen Kontakten zur Mafia das Leben gerettet habe – als ein New Yorker Gangstersyndikat aufgrund von Cagneys Engagement gegen die Mafia während seiner Zeit als Präsident der Screen Actors Guild einen Mordanschlag geplant habe, habe Raft erfolgreich interveniert.
Als sein Erfolg als Schauspieler nachließ, begann Raft auch als Casinobetreiber zu arbeiten, und setzte dabei teils auf seine Mafiakontakte. In den 1950er-Jahren eröffnete Raft zusammen mit Kosher-Nostra-Kopf Meyer Lansky und Mafiaboss Santo Trafficante das Capri-Casino in Havanna, das zunächst finanziell erfolgreich war. Er verlor es allerdings im Jahr 1959 durch die Revolution in Kuba. 1965 wurde Raft angeklagt, wegen seiner finanziellen Probleme Steuerhinterziehung begangen zu haben. Er kam jedoch mit einer Bewährungsstrafe davon, da er sich schuldig bekannte. 1966 wurde er Manager des Colony Clubs in London, doch verbot ihm Großbritannien 1967 wegen seiner Mafiakontakte die Einreise.

### Privates und Lebensabend
1923 heiratete er Grace Mulrooney, mit der er bis zu ihrem Tod im Jahr 1970 verheiratet blieb. Das Ehepaar blieb kinderlos und lebte über 45 Jahre getrennt, aufgrund ihres strengen Katholizismus wollte Mulrooney allerdings nie in eine Scheidung einwilligen. Raft werden viele Affären nachgesagt, darunter auch mit bekannten Namen wie Betty Grable, Marlene Dietrich, Mae West und Norma Shearer.
Rafts Assistent war in den 1930er- und 1940er-Jahren der Gelegenheitsschauspieler Mack Gray, der ab 1952 im Dienst von Dean Martin stand.
Von Raft einst großem Vermögen von zeitweise 10 Millionen US-Dollar war im Alter kaum noch etwas übrig, wozu er selbst scherzend äußerte: „Ein Teil der Beute ging an das Glücksspiel, ein Teil an den Pferdesport und ein Teil an Frauen. Den Rest habe ich blödsinnig verschwendet.“ Im Alter war er über Jahre Mitarbeiter und Werbepersönlichkeit des Casinos Riviera Las Vegas. George Raft starb im November 1980 an einem Lungenemphysem und wurde im Forest Lawn Memorial Park beigesetzt.

## George Raft in Filmen
- 1961 erschien mit Rafts Erlaubnis die Filmbiografie The George Raft Story (in Deutschland bekannt als: Der tanzende Gangster) in den Kinos, die seine Lebensgeschichte erzählt und ebenfalls seine Bekanntschaften mit Gangstern verarbeitet. In diesem Film unter Regie von Joseph M. Newman wurde er von Ray Danton dargestellt, die weibliche Hauptrolle übernahm Jayne Mansfield.
- Die Hauptfigur des Dixie Dwyer (gespielt von Richard Gere) in Francis Ford Coppolas Cotton Club (1984), die einen Aufstieg vom Trompeter im zwielichtigen Cotton Club zu einem Filmstar hinlegt, gilt als fiktionalisierte Version von George Raft.[27]
- 1991 erschien der biographische Film Bugsy von Warren Beatty über Bugsy Siegel, in dem Joe Mantegna in einer Nebenrolle George Raft darstellte.

## Filmografie (Auswahl)
- 1929: Gold Diggers of Broadway
- 1931: Quick Millions
- 1932: Dancers in the Dark
- 1932: Taxi!
- 1932: Scarface
- 1932: Night After Night
- 1932: Wenn ich eine Million hätte (If I Had a Million)
- 1933: The Bowery
- 1933: Flucht vor dem Gestern (Pick-up)
- 1934: Bolero
- 1934: All of Me
- 1934: Limehouse Blues
- 1935: Rumba
- 1935: Der gläserne Schlüssel (The Glass Key)
- 1935: Jeden Abend um acht (Every Night at Eight)
- 1935: She Couldn’t Take It
- 1937: Schiffbruch der Seelen (Souls at Sea)
- 1938: Du und ich (You and Me)
- 1938: Piraten in Alaska (Spawn of the North)
- 1939: Der große Betrug (The Lady’s from Kentucky)
- 1939: Todesangst bei jeder Dämmerung (Each Dawn I Die)
- 1939: I Stole a Million
- 1939: Zwölf Monate Bewährungsfrist (Invisible Stripes)
- 1940: The House Across the Bay
- 1940: Nachts unterwegs (They Drive by Night)
- 1941: Herzen in Flammen (Manpower)
- 1943: Stage Door Canteen
- 1943: Spion im Orientexpress (Background to Danger)
- 1944: Follow the Boys
- 1945: Nob Hill
- 1945: Johnny Angel
- 1946: Whistle Stop
- 1946: Mr. Ace
- 1946: Nocturne
- 1947: Die Bestie von Shanghai (Intrigue)
- 1948: Race Street
- 1949: Aufruhr in Marokko (Outpost in Morocco)
- 1949: Johnny Allegro
- 1949: Rotes Licht (Red Light)
- 1951: Geheimdienst schlägt zu (I’ll Get You for This)
- 1952: Hyänen der Unterwelt (Loan Shark)
- 1952: Gefährlicher Auftrag (Escape Route)
- 1953: Verschwörung in Algier (Dramma nella Kasbah)
- 1953: I’m the Law (Fernsehserie, 27 Folgen)
- 1954: Heißes Pflaster (Rogue Cop)
- 1954: Die Spinne (Black Widow)
- 1955: Akte XP 15 (A Bullet for Joey)
- 1956: In 80 Tagen um die Welt (Around the World in 80 Days)
- 1959: Manche mögen’s heiß (Some Like It Hot)
- 1960: Frankie und seine Spießgesellen (Ocean’s Eleven)
- 1961: Ich bin noch zu haben (The Ladies Man; als er selbst)
- 1964: Die Heulboje (The Patsy)
- 1966: Rififi in Paris (Du rififi à Paname)
- 1967: Casino Royale
- 1967: Die Pagode zum fünften Schrecken (Five Golden Dragons)
- 1968: Skidoo
- 1972: Hammersmith ist raus (Hammersmith Is Out)
- 1973: Deadhead Miles
- 1978: Sextette
- 1980: Sam Marlow, Privatdetektiv (The Man with Bogart’s Face)